# Autowelt König
Autowelt König war ein Automobilhändler  mit Sitz in Wunsiedel in Bayern. Das Unternehmen unterhielt 20 Niederlassungen an 14 Standorten in Oberfranken und der Oberpfalz und gehörte zu den 50 größten Automobilhandelsgruppen in Deutschland.

## Geschichte
Die ehemalige Firmengruppe Autowelt König wurde 1964 als Familienunternehmen von Siegfried und Hedwig König gegründet. Anfang der 1970er Jahre wurde die Vertretung der damaligen Audi NSU Auto Union AG übernommen und 1976 wurde das Unternehmen Volkswagen- und Audi-Vertragswerkstatt. Mitte der 1980er Jahre eröffnete das Unternehmen eine weitere Vertragswerkstatt am Unternehmenssitz in Wunsiedel. Zwei Jahre darauf wurde König Audi- und Volkswagenhändler.
1994 erfolgte der Neubau eines Gebrauchtwagenzentrums in Wunsiedel. Bis 2003 baute das Unternehmen sein Filialnetz aus und eröffnete neue Autohäuser in Himmelkron, Marktredwitz, Tirschenreuth, Kemnath, Selb, Arzberg und Coburg. Im oberfränkischen Hof folgte 2003 die Neueröffnung eines Volkswagenstandortes. Im folgenden Jahr eröffnete Autowelt König einen Volkswagen- und Audi-Standort in Burgkunstadt und nahm Fiat, Alfa Romeo, Lancia und Fiat-Professional ins Sortiment auf. Es erfolgte die Übernahme des Fiat-Autohauses in Weiden in der Oberpfalz.
In den folgenden Jahren wurden weitere Autohäuser in der Region durch Autowelt König übernommen.
Am 2. Januar 2013 wurde bekannt, dass sich die Familie König aus der Geschäftsführung zurückzieht und eine automobile Unternehmensberatung als externes Geschäftsführerorgan bestellt.
Am 21. März 2013 wurden für die Autowelt König GmbH & Co KG und die AWK Auto Verwaltungs GmbH in Wunsiedel sowie die AWK Automobilie GmbH & Co. KG in Coburg Anträge auf Eröffnung eines Insolvenzverfahrens beim Amtsgericht Hof (Saale) gestellt. Als vorläufige Insolvenzverwalter wurden drei Rechtsanwälte der Kanzlei Dr. Beck & Partner GbR in Nürnberg bestellt.
Am 4. Juni 2013 wurde vom Amtsgericht Hof das Insolvenzverfahren eröffnet. Der Insolvenzverwalter gab in diesem Zuge außerdem die Kündigung von ca. 120 Mitarbeitern bekannt. Per November 2013 werden lt. Staatsanwaltschaft Hof immer noch Ermittlungen wegen möglichen Insolvenz- und Steuerdelikten, sowie möglicher Betrugsstraftaten gegen die Firma, als auch die Inhaberfamilie geführt.

## Standorte
Die Standorte von Autowelt König befanden sich in Oberfranken und der Oberpfalz. In Oberfranken waren diese in Arzberg, Bamberg, Coburg, Niederfüllbach, Himmelkron, Hof, Marktredwitz, Münchberg, Naila und Selb. Der Pachtvertrag am Standort Tröstau wurde im Herbst 2012 beendet. In der Oberpfalz waren die Standorte in Tirschenreuth, Regensburg und Weiden in der Oberpfalz. Die Niederlassung in Regensburg wurde im Sommer 2012 allerdings überraschend geschlossen. Des Weiteren hat man sich entschlossen, an den Standorten in Marktredwitz, Selb und Naila den VW-Service aufzugeben. Die Standorte Selb und Naila wurden schließlich Ende Oktober 2012 komplett geschlossen. Am 24. Mai 2013 wurde vom Insolvenzverwalter die Schließung der Autowelt König-Standorte in Niederfüllbach und Hof (Fiat Standort) bekanntgegeben.